# Stazione di Sessa Aurunca-Roccamonfina
Stazione di Sessa Aurunca-Roccamonfina vasútállomás Olaszországban, Sessa Aurunca településen.

## Vasútvonalak
Az állomást az alábbi vasútvonalak érintik:
- Róma–Formia–Nápoly-vasútvonal

## Kapcsolódó állomások
A vasútállomáshoz az alábbi állomások vannak a legközelebb:
- Stazione di Minturno-Scauri